# Lettonia ai Giochi della XXXII Olimpiade
La Lettonia ha partecipato ai Giochi della XXXII Olimpiade, che si sono svolti a Tokyo, Giappone, dal 23 luglio all'8 agosto 2021 (inizialmente previsti dal 24 luglio al 9 agosto 2020 ma posticipati per la pandemia di COVID-19) con trentatré atleti, venti uomini e tredici donne.
Si è trattato della dodicesima partecipazione di questo paese ai Giochi estivi.

## Medaglie
| Medaglia | Nome              | Sport             | Evento              |
| -------- | ----------------- | ----------------- | ------------------- |
| Oro      | Pallacanestro 3x3 | Pallacanestro     | Torneo maschile 3x3 |
| Bronzo   | Artūrs Plēsnieks  | Sollevamento pesi | 109 kg maschile     |

## Delegazione
| Sport              | Uomini | Donne | Totale |
| ------------------ | ------ | ----- | ------ |
| Atletica leggera   | 3      | 5     | 8      |
| Beach volley       | 2      | 2     | 4      |
| Canoa/kayak        | 1      | 0     | 1      |
| Ciclismo           | 3      | 1     | 4      |
| Equitazione        | 1      | 0     | 1      |
| Judo               | 1      | 0     | 1      |
| Karate             | 1      | 0     | 1      |
| Lotta              | 0      | 1     | 1      |
| Nuoto              | 1      | 1     | 2      |
| Pallacanestro      | 4      | 0     | 4      |
| Pentathlon moderno | 1      | 0     | 1      |
| Sollevamento pesi  | 2      | 0     | 2      |
| Tennis             | 0      | 2     | 2      |
| Tiro               | 0      | 1     | 1      |
| Total              | 20     | 13    | 33     |

## Atletica leggera
Eventi su pista e strada
| Atleta             | Evento          | Batteria  | Batteria  | Semifinale      | Semifinale      | Finale          | Finale          |
| Atleta             | Evento          | Risultato | Posizione | Risultato       | Posizione       | Risultato       | Posizione       |
| ------------------ | --------------- | --------- | --------- | --------------- | --------------- | --------------- | --------------- |
| Arnis Rumbenieks   | Marcia 50 km    | N.D.      | N.D.      | N.D.            | N.D.            | 4h13'33"        | 37º             |
| Ruslans Smolonskis | Marcia 50 km    | N.D.      | N.D.      | N.D.            | N.D.            | DSQ             | DSQ             |
| Līga Velvere       | 800 m femminili | DNF       | DNF       | Non qualificata | Non qualificata | Non qualificata | Non qualificata |

Eventi su campo
| Atleta           | Evento                           | Qualificazione | Qualificazione | Finale          | Finale          |
| Atleta           | Evento                           | Risultato      | Posizione      | Risultato       | Posizione       |
| ---------------- | -------------------------------- | -------------- | -------------- | --------------- | --------------- |
| Gatis Čakšs      | Lancio del giavellotto maschile  | 78,73 m        | 18º            | Non qualificato | Non qualificato |
| Brooke Andersen  | Lancio del martello femminile    | 68,53 m        | 20ª            | Non qualificata | Non qualificata |
| Anete Kociņa     | Lancio del giavellotto femminile | 58,84 m        | 22ª            | Non qualificata | Non qualificata |
| Līna Mūze        | Lancio del giavellotto femminile | 57,33 m        | 26ª            | Non qualificata | Non qualificata |
| Madara Palameika | Lancio del giavellotto femminile | 60,94 m        | 12ª Q          | 58,70 m         | 11ª             |

## Beach volley
| Atleta                              | Torneo    | Primo turno                           | Primo turno                                         | Primo turno                        | Primo turno | Ripescaggio          | Ottavi                                          | Quarti                                      | Semifinali                                  | Finale / FB                                             | Finale / FB |
| Atleta                              | Torneo    | Avversario Punteggio                  | Avversario Punteggio                                | Avversario Punteggio               | Pos.        | Avversario Punteggio | Avversario Punteggio                            | Avversario Punteggio                        | Avversario Punteggio                        | Avversario Punteggio                                    | Pos.        |
| ----------------------------------- | --------- | ------------------------------------- | --------------------------------------------------- | ---------------------------------- | ----------- | -------------------- | ----------------------------------------------- | ------------------------------------------- | ------------------------------------------- | ------------------------------------------------------- | ----------- |
| Mārtiņš Pļaviņš Edgars Točs         | Maschile  | Perušič / Schweiner V (awarded)       | Krasil'nikov / Stoyanovskiy V (13–21, 21–19, 15–11) | Gaxiola / Rubio P (18–21, 16–21)   | 2ª Q        | Bye                  | Evandro / Schmidt V' (21–19, 21–18)             | Alison / Álvaro V (21–16, 21–19)            | Mol / Sørum P (15–21, 16–21)                | Finale 3º posto Tijan / Younousse P (12–21, 18–21)      | 5ª          |
| Anastasija Kravčenoka Tīna Graudiņa | Femminile | Claes Sponcil P (13–21, 21–16, 11–15) | Ana Patrícia / Rebecca V (21–15, 12–21, 15–12)      | Khadambi / Makokha V (21–6, 21–14) | 2ª Q        | Bye                  | Makroguzova / Kholomina V (16–21, 21–17, 15–13) | Bansley / Wilkerson V (21–13, 18–21, 15–11) | Artacho del Solar / Clancy P (21–23, 13–21) | Finale 3º posto Vergé-Dépré / Heidrich P (19–21, 15–21) | 5ª          |

## Canoa/kayak

### Velocità
| Atleta         | Evento            | Batteria | Batteria  | Quarti | Quarti    | Semifinale | Semifinale | Finale | Finale    |
| Atleta         | Evento            | Tempo    | Posizione | Tempo  | Posizione | Tempo      | Posizione  | Tempo  | Posizione |
| -------------- | ----------------- | -------- | --------- | ------ | --------- | ---------- | ---------- | ------ | --------- |
| Roberts Akmens | K1 200 m maschile | 35"448   | 2ª Q      | Bye    | Bye       | 35"688     | 4ª Q       | 36"014 | 8ª        |

## Ciclismo

### Ciclismo su strada
| Atleta          | Evento                  | Tempo      | Posizione |
| --------------- | ----------------------- | ---------- | --------- |
| Krists Neilands | Corsa in linea maschile | 6h15'38"   | 33º       |
| Toms Skujiņš    | Corsa in linea maschile | 6h11'46"   | 22º       |
| Toms Skujiņš    | Cronometro maschile     | 1h02'04"93 | 30º       |

### BMX
Corsa
| Atleta           | Evento          | Quarti | Quarti    | Semifinale      | Semifinale      | Finale          | Finale          |
| Atleta           | Evento          | Punti  | Posizione | Punti           | Posizione       | Tempo           | Posizione       |
| ---------------- | --------------- | ------ | --------- | --------------- | --------------- | --------------- | --------------- |
| Helvijs Babris   | Corsa maschile  | 15     | 5º        | Non qualificato | Non qualificato | Non qualificato | Non qualificato |
| Vineta Pētersone | Corsa femminile | 16     | 6ª        | Non qualificata | Non qualificata | Non qualificata | Non qualificata |

## Equitazione

### Salto ostacoli
| Atleta              | Cavallo | Evento      | Qualificazione | Qualificazione | Finale   | Finale | Jump-off        | Jump-off        |
| Atleta              | Cavallo | Evento      | Penalità       | Pos.           | Penalità | Pos.   | Penalità        | Pos.            |
| ------------------- | ------- | ----------- | -------------- | -------------- | -------- | ------ | --------------- | --------------- |
| Kristaps Neretnieks | Valour  | Individuale | 0              | =1º            | 13       | 23º    | Non qualificato | Non qualificato |

## Judo
| Atleta              | Evento          | Preliminari          | 16-esimi             | Ottavi               | Quarti               | Semifinali           | Ripescaggio          | Finale               | Pos.            |
| Atleta              | Evento          | Avversario Punteggio | Avversario Punteggio | Avversario Punteggio | Avversario Punteggio | Avversario Punteggio | Avversario Punteggio | Avversario Punteggio | Pos.            |
| ------------------- | --------------- | -------------------- | -------------------- | -------------------- | -------------------- | -------------------- | -------------------- | -------------------- | --------------- |
| Jevgeņijs Borodavko | 100 kg maschile | Cirjenics P Awarded  | Non qualificato      | Non qualificato      | Non qualificato      | Non qualificato      | Non qualificato      | Non qualificato      | Non qualificato |

## Karate
Kumite
| Atleta         | Evento         | Girone               | Girone               | Girone               | Girone               | Girone | Semifinali           | Finale               | Pos.            |
| Atleta         | Evento         | Avversario Punteggio | Avversario Punteggio | Avversario Punteggio | Avversario Punteggio | Pos.   | Avversario Punteggio | Avversario Punteggio | Pos.            |
| -------------- | -------------- | -------------------- | -------------------- | -------------------- | -------------------- | ------ | -------------------- | -------------------- | --------------- |
| Kalvis Kalniņš | 67 kg maschile | Al-Masatfa P 3–8     | Madera V 4–2         | Da Costa P 2–11      | Derafshipour V 3–5   | 4º     | Non qualificato      | Non qualificato      | Non qualificato |

## Lotta

### Libera
| Atleta                | Evento          | Ottavi               | Quarti               | Semifinali           | Ripescaggio          | Finale / FB                      | Pos. |
| Atleta                | Evento          | Avversario Risultato | Avversario Risultato | Avversario Risultato | Avversario Risultato | Avversario Risultato             | Pos. |
| --------------------- | --------------- | -------------------- | -------------------- | -------------------- | -------------------- | -------------------------------- | ---- |
| Anastasija Grigorjeva | 62 kg femminile | Tynybekova P 0–8     | Bye                  | Bye                  | Incze V 14–7         | Finale 3º posto Koliadenko P 1–3 | 5ª   |

## Nuoto
| Atleta          | Evento                       | Batterie | Batterie  | Semifinali      | Semifinali      | Finale          | Finale          |
| Atleta          | Evento                       | Tempo    | Posizione | Tempo           | Posizione       | Tempo           | Posizione       |
| --------------- | ---------------------------- | -------- | --------- | --------------- | --------------- | --------------- | --------------- |
| Daniils Bobrovs | 200 m rana maschili          | 2'14"25  | 31º       | Non qualificato | Non qualificato | Non qualificato | Non qualificato |
| Ieva Maļuka     | 100 m stile libero femminili | 56"39    | 37ª       | Non qualificata | Non qualificata | Non qualificata | Non qualificata |
| Ieva Maļuka     | 200 m stile libero femminili | 2'03"75  | 24ª       | Non qualificata | Non qualificata | Non qualificata | Non qualificata |

## Pallacanestro 3x3
| V · D · M Nazionale lettone - Pallacanestro ai Giochi della XXXII Olimpiade - Torneo 3x3 maschile 1 Miezis · 2 Lasmanis · 3 Krūmiņš · 4 Čavars · All. Raimonds Feldmanis | Oro |
| Nazionale lettone - Pallacanestro ai Giochi della XXXII Olimpiade - Torneo 3x3 maschile                                                                                  |     |
| 1 Miezis · 2 Lasmanis · 3 Krūmiņš · 4 Čavars · All. Raimonds Feldmanis                                                                                                   |     |

## Pentathlon moderno
| Atleta         | Evento        | Scherma   | Scherma | Scherma | Nuoto   | Nuoto | Nuoto | Equitazione | Equitazione | Equitazione | Combinato (corsa e pistola) | Combinato (corsa e pistola) | Combinato (corsa e pistola) | Totale | Posizione finale |
| Atleta         | Evento        | Risultati | Pos.    | Punti   | Tempo   | Pos.  | Punti | Tempo       | Pos.        | Punti       | Tempo                       | Pos.                        | Punti                       | Totale | Posizione finale |
| -------------- | ------------- | --------- | ------- | ------- | ------- | ----- | ----- | ----------- | ----------- | ----------- | --------------------------- | --------------------------- | --------------------------- | ------ | ---------------- |
| Pāvels Švecovs | Gara maschile | 22+2      | 7º      | 234     | 1'59"83 | 10º   | 311   | 81"97       | 16º         | 285         | 11'40"67                    | 26º                         | 600                         | 1430   | 14º              |

## Sollevamento pesi
| Atleta           | Evento          | Strappo   | Strappo    | Slancio   | Slancio    | Totale | Classifica |
| Atleta           | Evento          | Risultato | Classifica | Risultato | Classifica | Totale | Classifica |
| ---------------- | --------------- | --------- | ---------- | --------- | ---------- | ------ | ---------- |
| Ritvars Suharevs | 81 kg maschile  | 163       | 4º–6º      | 195       | 6º         | 358    | 6º         |
| Artūrs Plēsnieks | 109 kg maschile | 180       | 6º–7º      | 230       | 2º         | 410    |            |

## Tennis

### Singolare
| Atleta               | Evento              | 32-esimi                     | 16-esimi             | Ottavi               | Quarti               | Semifinali           | Finale               | Pos.            |
| Atleta               | Evento              | Avversario Punteggio         | Avversario Punteggio | Avversario Punteggio | Avversario Punteggio | Avversario Punteggio | Avversario Punteggio | Pos.            |
| -------------------- | ------------------- | ---------------------------- | -------------------- | -------------------- | -------------------- | -------------------- | -------------------- | --------------- |
| Jeļena Ostapenko     | Singolare femminile | Vesnina P (4–6, 7–6(2), 4–6) | Non qualificata      | Non qualificata      | Non qualificata      | Non qualificata      | Non qualificata      | Non qualificata |
| Anastasija Sevastova | Singolare femminile | Ferro P (6–2, 4–6, 2–6)      | Non qualificata      | Non qualificata      | Non qualificata      | Non qualificata      | Non qualificata      | Non qualificata |

### Doppio
| Atleta                                | Evento           | 16-esimi                          | Ottavi               | Quarti               | Semifinali           | Finale / FB          | Pos.            |
| Atleta                                | Evento           | Avversario Punteggio              | Avversario Punteggio | Avversario Punteggio | Avversario Punteggio | Avversario Punteggio | Pos.            |
| ------------------------------------- | ---------------- | --------------------------------- | -------------------- | -------------------- | -------------------- | -------------------- | --------------- |
| Jeļena Ostapenko Anastasija Sevastova | Doppio femminile | Perez / Stosur P (6–4, 1–6, 5–10) | Non qualificate      | Non qualificate      | Non qualificate      | Non qualificate      | Non qualificate |

## Tiro a segno/volo
| Atleta        | Evento                                | Qualificazione | Qualificazione | Finale          | Finale          |
| Atleta        | Evento                                | Punteggio      | Classifica     | Punteggio       | Classifica      |
| ------------- | ------------------------------------- | -------------- | -------------- | --------------- | --------------- |
| Agate Rašmane | Pistola 10 m aria compressa femminile | 573            | 19ª            | Non qualificata | Non qualificata |
| Agate Rašmane | Pistola 25 metri femminile            | 569            | 37ª            | Non qualificata | Non qualificata |